# Eliana Simonetti
Eliana Simonetti (Santiago, 1 de marzo de 1946) es una artista visual y arquitecta chilena.

## Biografía y trayectoria
Hija del empresario Renato Simonetti Camaggi y la paisajista Eliana Borgheresi Ramírez, es la mayor de cinco hermanos, incluyendo al escritor Pablo Simonetti.
En 1972 se tituló de Arquitecta en la Pontificia Universidad Católica de Chile y en 1996 recibió el grado de Licenciada en Arte en la misma universidad. Ese mismo año obtuvo el tercer lugar en el Primer Concurso Nacional de Pintura del Club Hípico de Santiago y desde entonces su obra se destaca por el uso de técnicas y materiales provenientes de la construcción y la industria.
En 2014 se integró al grupo ArsFactus, una asociación independiente de artistas chilenas focalizada en el arte contemporáneo y programas curatoriales que reflejan las múltiples relaciones entre vida, arte, capital creativo y empoderamiento de género.
En 2022 el área de Artes Visuales de la Academia Chilena de Bellas Artes le otorgó el Premio Marco Bontá por su exposición Punto de Quiebre en la galería Patricia Ready ese mismo año, donde reúne 230 esculturas de PVC quemadas que asemejan mástiles totémicos.

## Arbolario I

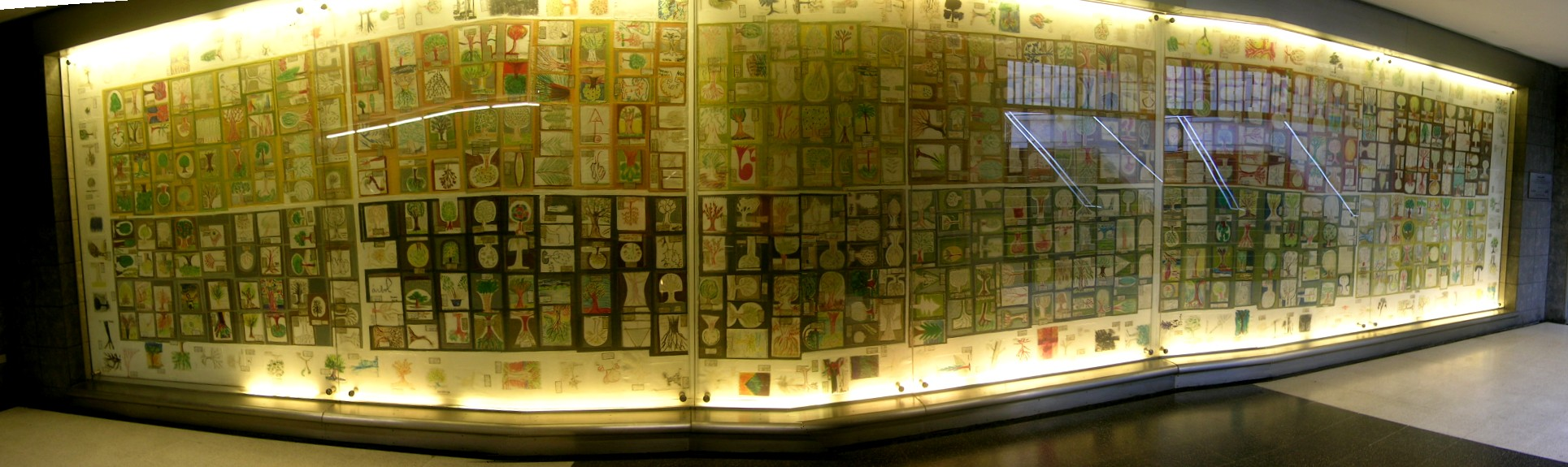
Arbolario I en estación Bellas Artes del Metro de Santiago

Su obra más reconocida es Arbolario I, un proyecto que forma parte de la colección MetroArte del Metro de Santiago desde 2004.
En sus años de formación académica, Simonetti comenzó a recolectar dibujos de árbol de todas las personas con que se encontraba con el objetivo de investigar su posición en el imaginario colectivo. Luego de tres años, había recolectado 1.000 dibujos que se transformaron en un diario de vida y un archivo que utilizó para hacer un mural ocupó la fachada de la galería Patricia Ready para su exposición 'Arbolario I' en 1999.
En 2003 presentó Arbolario II en la galería Isabel Aninat y en 2007 Arbolario III en la sala norte del Museo Nacional de Bellas Artes, ambas en Santiago.

## Reconocimientos
- 1996 Tercer Premio. “VIII Concurso El Color del Sur”. Municipalidad de Puerto Varas, Chile.
- 1996 Tercer Premio. “Primer Concurso Nacional de Pintura del Club Hípico. Santiago, Chile.
- 1999 Mención Honrosa. ”Un hito para la Estación de Caldera”. Ministerio de Obras Públicas. Santiago, Chile.
- 1999 Mención Honrosa “IX Concurso El Color del Sur”. Municipalidad de Puerto Varas, Chile.
- 2004 Primer Premio. “IV Bienal Internacional de Acuarela”. Viña del Mar, Chile.
- 2008 Primer Premio. ”Conjunto escultórico Animas”. Cerro San Cristóbal. Santiago, Chile.
- 2010 Segundo Premio. “Mural Traüwe”. Paso Fronterizo Pino Hachado. Ministerio de Obras Públicas. Santiago, Chile.
- 2020 Tercer Premio “Conjunto Escultórico Ritual”. Tercer Concurso de Escultura Corporación Cultural de Colina.
- 2022 Premio Marco Bontá. Academia Chilena de Artes Visuales.